# Michael Grätzel
Michael Grätzel (ur. 11 maja 1944 w Dorfchemnitz, Saksonia) – szwajcarski chemik niemieckiego pochodzenia.

## Życiorys
Jest profesorem w Politechnice Federalnej w Lozannie.
Za odkrycie i rozwój nowego typu ogniwa słonecznego, tzw. ogniwa Grätzela (w porównaniu z innymi ogniwami cienkowarstwowego, tańszego i przyjaznego środowisku), otrzymał nagrody: Nagrodę Balzana w 2009 roku i Millennium Technology Prize w 2010.